# Phalacrocorax
A Phalacrocorax a madarak (Aves) osztályának szulaalakúak (Suliformes) rendjébe, ezen belül a kárókatonafélék (Phalacrocoracidae) családjába tartozó nem.

## Rendszertani besorolásuk
2010-ig a kárókatonafélék családjába, csak a Phalacrocorax madárnem tartozott. Azonban 2010-ben az Ornitológusok Nemzetközi Kongresszusán (International Ornithological Congress) Gill és Donsker azt javasolták, hogy az öt törpefajt és egy kihalt fajt vonjanak ki ebből a nemből és helyezzék át az eddig szinonimaként kezelt Microcarbo nembe. E javaslat alátámasztásához Siegel-Causey (1988), Kennedy et al. (2000), valamint Christidis és Boles (2008) tanulmányaira támaszkodtak; a javaslat a kongresszus alatt célt is ért.

## Rendszerezés
A nembe az alábbi 2 alnem és 32 recens faj tartozik:
- Phalacrocorax alnem
  - üstökös kárókatona (Phalacrocorax aristotelis) (Linnaeus, 1761)
  - füles kárókatona (Phalacrocorax auritus) (Lesson, 1831)
  - guanókormorán (Phalacrocorax bougainvillii) (Lesson, 1837)
  - brazil kárókatona (Phalacrocorax brasilianus) (Gmelin, 1789)
  - campbell-szigeti kárókatona (Phalacrocorax campbelli) (Filhol, 1878)
  - fokföldi kárókatona (Phalacrocorax capensis) (Sparrman, 1788)
  - japán kárókatona (Phalacrocorax capillatus) (Temminck & Schlegel, 1850)
  - nagy kárókatona (Phalacrocorax carbo) (Linnaeus, 1758)
  - királykormorán (Phalacrocorax carunculatus) (Gmelin, 1789)
  - stewart-szigeti kárókatona (Phalacrocorax chalconotus) (G.R. Gray, 1845)
  - auckland-szigeteki kárókatona (Phalacrocorax colensoi) Buller, 1888
  - pitt-szigeti kárókatona (Phalacrocorax featherstoni) Buller, 1873
  - feketeképű kárókatona (Phalacrocorax fuscescens) (Vieillot, 1817)
  - barnamellű kárókatona (Phalacrocorax fuscicollis) Stephens, 1826
  - vöröslábú kárókatona (Phalacrocorax gaimardi) (Lesson & Garnot, 1828)
  - csököttszárnyú kárókatona (Phalacrocorax harrisi) (Rothschild, 1898)
  - sziklai kárókatona (Phalacrocorax magellanicus) (Gmelin, 1789)
  - namíb kárókatona (Phalacrocorax neglectus) (Wahlberg, 1855)
  - perzsa kárókatona (Phalacrocorax nigrogularis) Ogilvie-Grant & H.O. Forbes, 1899
  - chatham-szigeteki kárókatona (Phalacrocorax onslowi) H.O. Forbes, 1893
  - alaszkai kárókatona (Phalacrocorax pelagicus) Pallas, 1811
  - kaliforniai kárókatona (Phalacrocorax penicillatus) (Brandt, 1837)
  - †pápaszemes kormorán (Phalacrocorax perspicillatus) Pallas, 1811
  - pettyes kárókatona (Phalacrocorax punctatus) (Sparrman, 1786)
  - bounty-szigeti kárókatona (Phalacrocorax ranfurlyi) Ogilvie-Grant, 1901
  - fekete kárókatona (Phalacrocorax sulcirostris) (Brandt, 1837)
  - vörösarcú kárókatona (Phalacrocorax urile) (Gmelin, 1789)
  - maori kárókatona (Phalacrocorax varius) (Gmelin, 1789)

- Leucocarbo alnem
  - kékszemű kárókatona (Phalacrocorax atriceps) King, 1828
  - antarktiszi kékszemű kárókatona (Phalacrocorax bransfieldensis) Murphy, 1936
  - déli-georgai kárókatona (Phalacrocorax georgianus) Lonnberg, 1906
  - varacskos kárókatona (Phalacrocorax verrucosus) (Cabanis, 1875)

### Fosszilis fajok
Az alábbi lista a fosszilis fajokat foglalja magába:
- Phalacrocorax marinavis (oligocén ?-? kora miocén; Oregon, USA) – korábban Oligocorax-nak tekintették
- Phalacrocorax littoralis (késő oliocén/kora miocén; St-Gérand-le-Puy, Franciaország) – korábban Oligocorax-nak tekintették, de meglehet, hogy inkább Nectornis
- Phalacrocorax intermedius (kora – középső miocén; Közép-Európa) – hozzá tartoznak a P. praecarbo, Ardea/P. brunhuberi aés Botaurites avitus
- Phalacrocorax macropus (kora miocén ?-? pliocén; Északnyugat-USA)
- Phalacrocorax ibericus (késő miocén; Valles de Fuentiduena, Spanyolország)
- Phalacrocorax lautus (késő miocén; Golboçica, Moldova)
- Phalacrocorax serdicensis (késő miocén Hrabarsko, Bulgária)
- Phalacrocorax femoralis (Modelo késő miocén/kora pliocén; Nyugat-Észak-Amerika) – korábban Miocorax-nak tekintették
- Phalacrocorax sp. (késő miocén/kora pliocén; Lee Creek Mine, USA)
- Phalacrocorax longipes (késő miocén – kora pliocén; Ukrajna) – korábban Pliocarbo-nak tekintették
- Phalacrocorax goletensis (kora pliocén ?-? kora pleisztocén; Mexikó)
- Phalacrocorax wetmorei (Bone Valley kora pliocén; Florida)
- Phalacrocorax sp. (Bone Valley kora pliocén; Polk megye, Florida, USA)[1]
- Phalacrocorax leptopus (Juntura kora/középső pliocén; Juntura, Malheur County, Oregon, USA)
- Phalacrocorax idahensis (középső pliocén ?-? pleisztocén; Idaho, USA)
- Phalacrocorax destefanii (késő pliocén; Olaszország) – korábban Paracorax-nak tekintették
- Phalacrocorax filyawi  (Pinecrest késő pliocén; Florida, USA) – meglehet, hogy valójában P. idahensis
- Phalacrocorax kumeyaay (San Diego késő pliocén; Kalifornia, USA)
- Phalacrocorax macer (késő pliocén; Idaho, USA)
- Phalacrocorax mongoliensis (késő pliocén; Nyugat-Mongólia)
- Phalacrocorax rogersi (késő pliocén -? kora pleisztocén Kalifornia, USA)
- Phalacrocorax kennelli (San Diego pliocén; Kalifornia, USA)
- Phalacrocorax sp. "Wildhalm" (pliocén) – meglehet, hogy azonos a P. longipes-szel[2]
- Phalacrocorax chapalensis (késő pliocén/kora pleisztocén; Jalisco, Mexikó
- Phalacrocorax gregorii (késő pleisztocén; Ausztrália) – meglehet, hogy nem önálló faj
- Phalacrocorax vetustus (késő pleisztocén; Ausztrália) – korábban Australocorax-nak tekintették, továbbá meglehet, hogy nem önálló faj
- Phalacrocorax reliquus
- Phalacrocorax sp. (Sarasota megye, Florida, USA) – meglehet, hogy valójában P. filawyi/idahensis

A korábban idesorolt „Phalacrocorax” (vagy „Oligocorax”) mediterraneus egy egészen más családbeli, Paracrax antiquának bizonyult; míg a „P.” subvolans tulajdonképpen egy Anhinga-faj, Anhinga subvolans (Brodkorb, 1956) néven.

### Fordítás
- Ez a szócikk részben vagy egészben  a   Cormorant című angol Wikipédia-szócikk ezen változatának fordításán alapul.  Az eredeti cikk szerkesztőit annak laptörténete sorolja fel. Ez a jelzés csupán a megfogalmazás eredetét és a szerzői jogokat jelzi, nem szolgál a cikkben szereplő információk forrásmegjelöléseként.